# Jan van Eyck

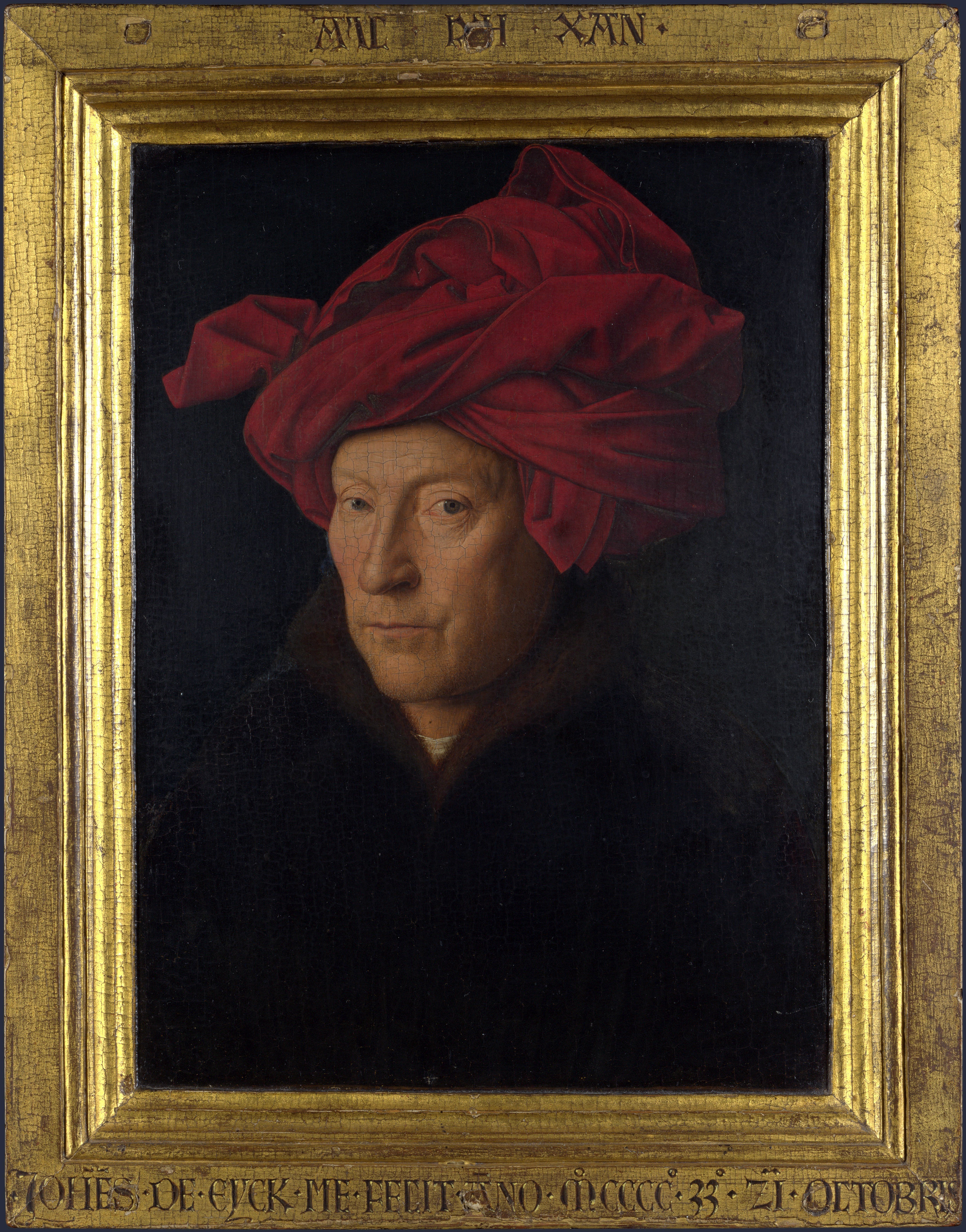
Portrait of a Man in a Turban, có thể là chân dung tự họa, 1433

Jan van Eyck (tiếng Hà Lan: [ˈjɑn fɑn ˈɛik], trước 1390 – 9 tháng 7 năm 1441) là một họa sĩ Hà Lan, hoạt động tại Bruges và là một trong những nghệ sĩ trong giai đoạn Northern Renaissance của thế kỷ 15. Tranh bên ngoài Ghent Altarpiece được vẽ cùng với người em Hubert van Eyck, và các tác phẩm minh họa dưới cái tên Hand G—được cho là của Jan—của Turin-Milan Hours, chỉ còn 25 tác phẩm có thể coi là của ông, được sáng tác trong khoảng thời gian 1432 tới 1439. Mười tác phẩm, bao gồm Ghent, được ký dưới bút danh của ông, ALS IK KAN (As I (Eyck) can), viết bằng tiếng Hy Lạp, và là một hình thức chơi chữ của tên ông.

## Danh tiếng và di sản
Trong nguồn tài liệu quan trọng sớm nhất về van Eyck, cuốn tiểu sử năm 1454 trong tác phẩm De viris illustribus của nhà nhân văn học người Genova Bartolomeo Facio, Jan van Eyck được mệnh danh là "họa sĩ hàng đầu" thời bấy giờ. Facio xếp ông vào nhóm những nghệ sĩ xuất sắc nhất đầu thế kỷ 15, cùng với Rogier van der Weyden, Gentile da Fabriano và Pisanello . Điều đặc biệt thú vị là Facio thể hiện sự nhiệt tình đối với các họa sĩ người Hà Lan cũng như đối với các họa sĩ người Ý. Văn bản này làm sáng tỏ các khía cạnh trong tác phẩm của Jan van Eyck hiện đã thất lạc, trích dẫn một cảnh tắm do một người Ý nổi tiếng sở hữu, nhưng lại nhầm lẫn gán cho van Eyck một bản đồ thế giới do người khác vẽ.
Quảng trường Jan van Eyckplein ở Bruges được đặt theo tên ông. 
1. ↑  Renaissance Art Reconsidered, ed. Richardson, Carol M., Kim W. Woods, and Michael W. Franklin, 187